# 하구로 (묘코급 중순양함)

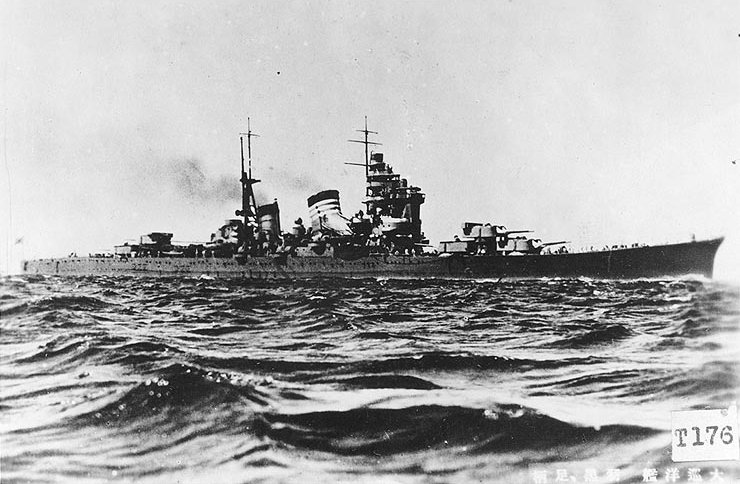

하구로(일본어: 羽黑)는 야마가타현의 하구로 산의 이름을 딴 일본 제국 해군의 묘코급 중순양함 4번함이었다. 1929년에 취역한 하구로는 1942년부터 1945년까지 9차례의 해상 교전에 참여하며 제2차 세계 대전 동안 상당한 복무를 했다. 중순양함으로서, 하구로는 대부분의 해상 함정보다 더 잘 무장하고 무장했으며 자바해, 솔로몬 제도 주변의 해역, 필리핀을 포함한 전투 경력 동안 여러 차례 전투를 겪었다. 1945년 5월 제2차 세계 대전 동안 공해상에 가라앉은 마지막 주요 일본 전함 중 하나인 말라카 해협에서 영국 해군 구축함과 싸우는 도중에 침몰했다. 그 난파선은 2010년에 발견되었다.

## 제원
- 기본배수량: 13,000 t
- 전장: 260.67m
- 최대 폭: 31.32m
- 출력: 131,200hp
- 속력: 31.2kt
- 항속력: 16kt 로 8,200해리
- 무장: 20.3cm 연장포 5문, 12.7cm 연장고각표 4문, 25mm연장기총 4문, 61cm 4연장 어뢰발사관 4기
- 탑재기: 수상정찰기 3대
- 승원: 891명
- 동형함: 묘코(妙高), 나치(那智), 아시가라(足柄)

## 교전기록
1929년 미쓰비시 조선 나가사키 조선소에서 건조. 취역후에는 제2함대의 제4전대함으로 소속.
1934년 5월에 근대화개장으로 수리, 1941년 12월 태평양전쟁 개전시 제3함대의 5전대함 소속으로, 필리핀 공략에 참가했다. 1942년 산호해 해전, 미드웨이 해전 등 여러 해전에 참가했다.
1945년 5월 16일, 영국 해군기의 공격을 받고 파손된다. 다음날인 17일, 구축함 카미카제(神通)와 함께 항해중, 말라카 해협에서 영국 구축함 <소머즈>, <비너스>, <베라고>, <벨람>, <베이지랜드>와 교전, 선전했지만, 영국 구축함의 어뢰를 맞고 02시 32분에 함선 앞부분이 파손되어 침몰해 버렸다.
동승했던 하시모토 신타로(橋本信太郞) 중장 및 함장인 스기우라 가쥬(杉浦嘉十) 대좌이하 400명이 모두 배와 함께 바닷속으로 사라지는 비운을 맞이했다.(페낭해협전투)

## 잔해
그 후 60년정도 경과 후, 2003년 하구로의 선체가 발굴되었는데 선체상부의 파손은 대단히 큰 것이었다고 한다. 2005년 9월 23일, 피낭섬 해협에서 일본, 영국합동위령제가 개최되었다.